# Santa Lucía (San Juan)
Santa Lucía é uma cidade da Argentina, localizada na província de San Juan